# Pterygia
Genre
Pterygia est un genre de mollusques gastéropodes, de la famille des Mitridae.

## Liste des espèces
Selon World Register of Marine Species (7 mai 2016) :
- Pterygia arctata (Sowerby, 1874)
- Pterygia conus (Gmelin, 1791)
- Pterygia crenulata (Gmelin, 1791)
- Pterygia dactylus (Linnaeus, 1767)
- Pterygia fenestrata (Lamarck, 1811)
- Pterygia japonica Okutani & Matsukuma, 1982
- Pterygia jeanjacquesi Bozzetti, 2010
- Pterygia morrisoni Marrow, 2016
- Pterygia nucea (Gmelin, 1791)
- Pterygia purtymuni Salisbury, 1998
- Pterygia scabricula (Linnaeus, 1767)
- Pterygia sinensis (Reeve, 1844)
- Pterygia undulosa (Reeve, 1844)

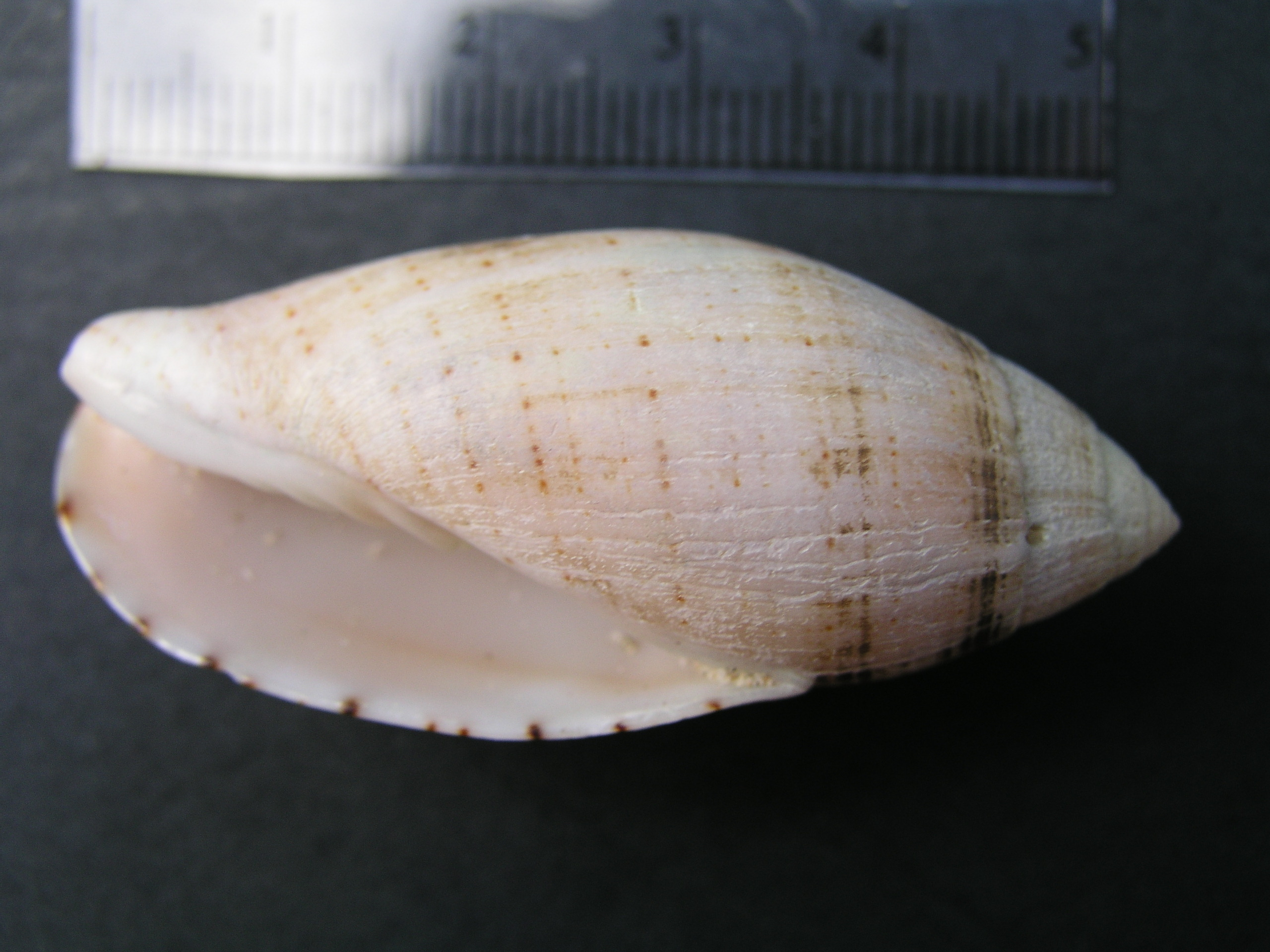
Pterygia nucea
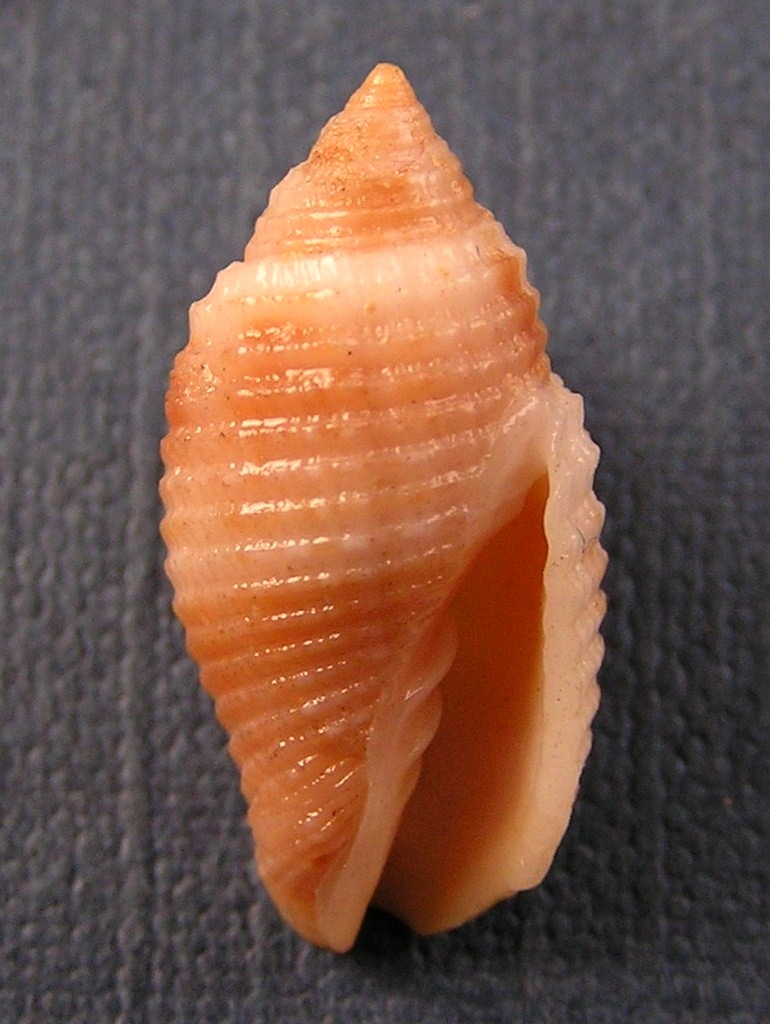
Pterygia scabricula